# Alfred-Bernard Meyer

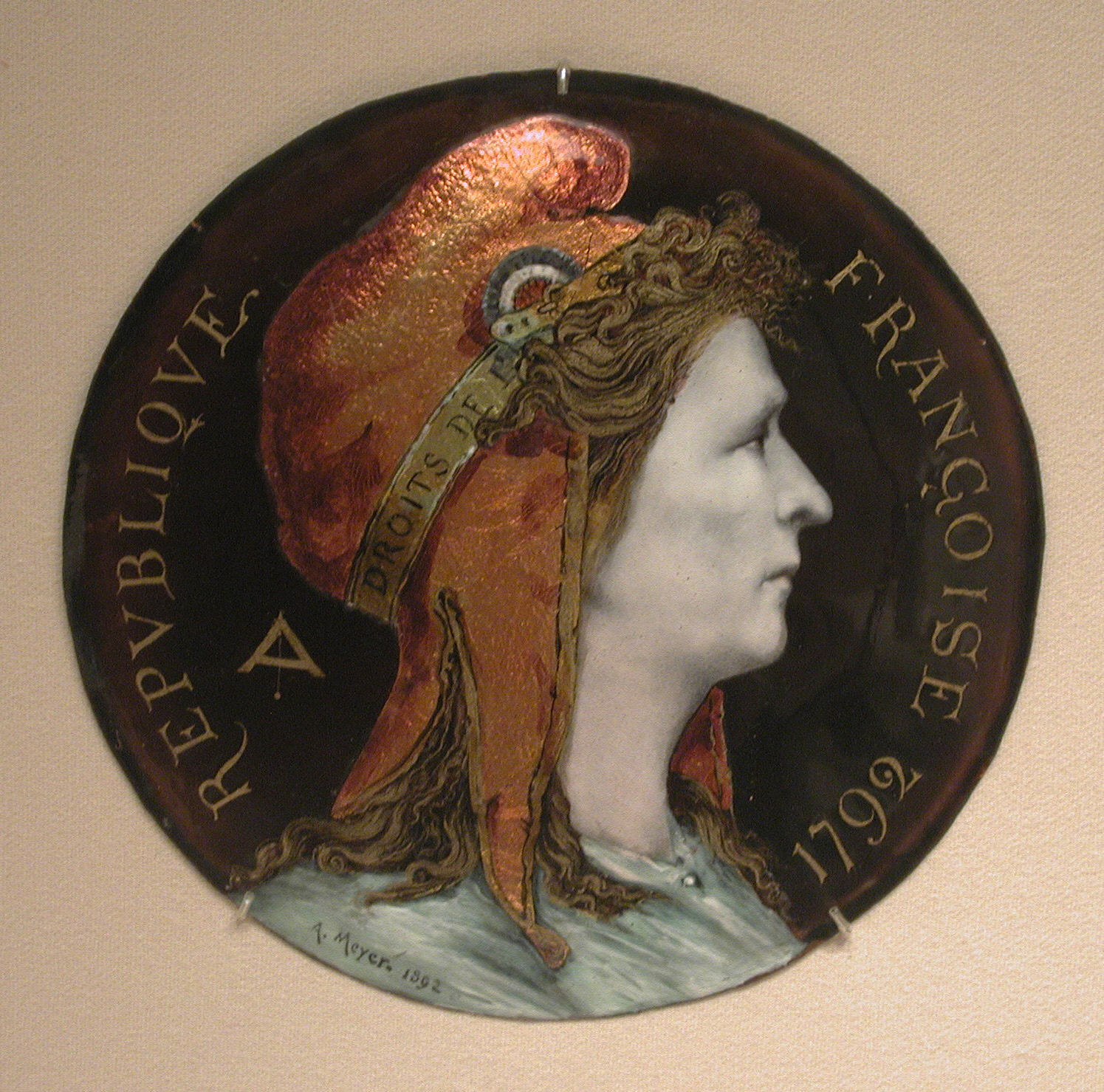
Alfred-Bernard Meyer: Allégorie de la République française (Allegorie der Französischen Republik), 1892. Metropolitan Museum of Art, New York

Alfred-Bernard Meyer (* 22. Juli 1832 in Paris; † 2. Mai 1904 ebenda) war ein französischer Maler und Kunsthandwerker (Émailleur), der sich auf die Emailmalerei spezialisiert hatte und insbesondere für seine Arbeiten im Stil der Limoges-Emailkunst bekannt ist.

## Leben
Alfred-Bernard Meyer wurde 1832 in Paris geboren. Er war Schüler von François-Édouard Picot und Émile Lévy. Von 1858 bis 1871 arbeitete er in der renommierten Manufacture royale de porcelaine de Sèvres, wo er die Techniken der historischen Emailkunst der Region Limousin wiederentdeckte. Ab 1864 stellte er seine Emailarbeiten regelmäßig im Pariser Salon aus. 1874 nahm er an der ersten Impressionisten-Ausstellung im Atelier Nadar teil. Später lehrte er an der École Bernard-Palissy in Paris und verfasste 1895 das Fachwerk L’Art de l’émail de Limoges. Er lebte und arbeitete bis zu seinem Tod im Jahr 1904 in Paris.

## Werk

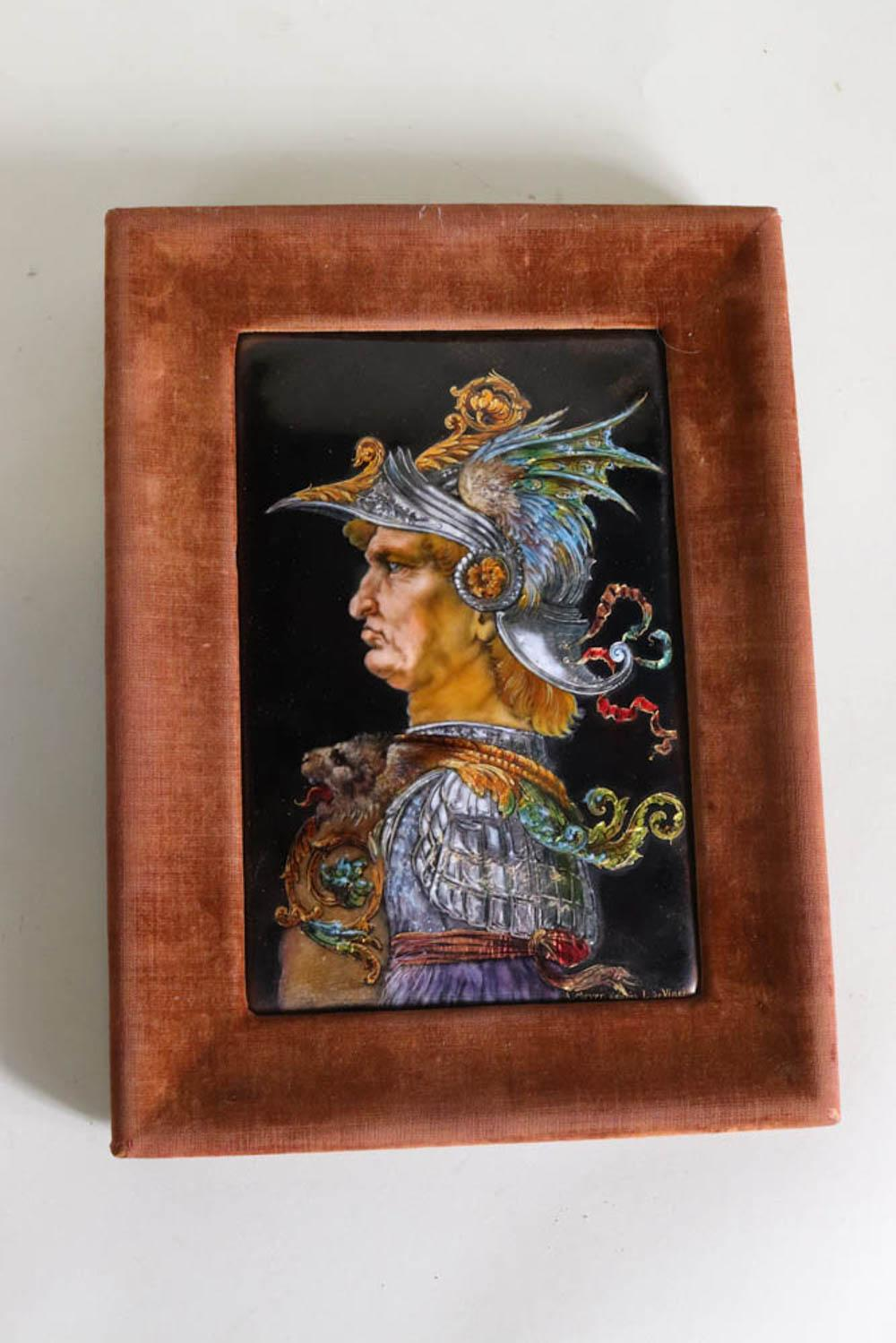
Alfred-Bernard Meyer: Limoges-Emaille auf Kupfer nach Leonardo da Vinci „Profil eines Kriegers mit Helm“, signiert von Meyer unten rechts, in einem mit Samt bezogenen Rahmen

Alfred Meyer spezialisierte sich auf die Emailmalerei auf Kupfer, teils mit Vergoldung, und trug so zur Wiederbelebung der mittelalterlichen Limoges-Emailtradition bei. Neben genrehaften Darstellungen schuf er unter anderem allegorische Medaillons und Porträts mit figürlichen Themen und klassizistischem Einfluss. Im Jahr 1892 entstanden Werke wie Allegory of the French Republic und A French Military Officer, beides bemalte Emailplaketten, die sich heute im Metropolitan Museum of Art in New York befinden. Seine Arbeiten sind detailreich ausgeführt und zeigen den Einfluss seiner Ausbildung und Lehrtätigkeit im Bereich der Emailkunst.